# Фабіу Стуржеон
Фабіу Стуржеон (порт. Fábio Sturgeon, нар. 4 лютого 1994, Алмада) — португальський футболіст, нападник клубу «Белененсеш».

## Клубна кар'єра
Народився 4 лютого 1994 року в місті Алмада в родині англійця і португалки. Вихованець юнацьких команд футбольних клубів «Шарнека-де-Капаріка», «Пескадореш» та «Белененсеш».
У дорослому футболі дебютував 2011 року виступами за команду «Белененсеш», кольори якої захищає й донині.

## Виступи за збірні
2014 року залучався до складу молодіжної збірної Португалії, разом з якою був учасником Турніру в Тулоні. На молодіжному рівні зіграв у 6 офіційних матчах.
2016 року захищав кольори олімпійської збірної Португалії на Олімпійських іграх 2016 року у Ріо-де-Жанейро.

## Титули і досягнення
- Володар Кубка Польщі (1):

«Ракув»: 2021-22
- Володар Суперкубка Польщі (1):

Ракув: 2022